# Ath
Ath (niederländisch Aat, wallonisch Ate) ist eine belgische Gemeinde in der Provinz Hennegau.
Die Stadt ist der Verwaltungssitz des gleichnamigen Arrondissement Ath.

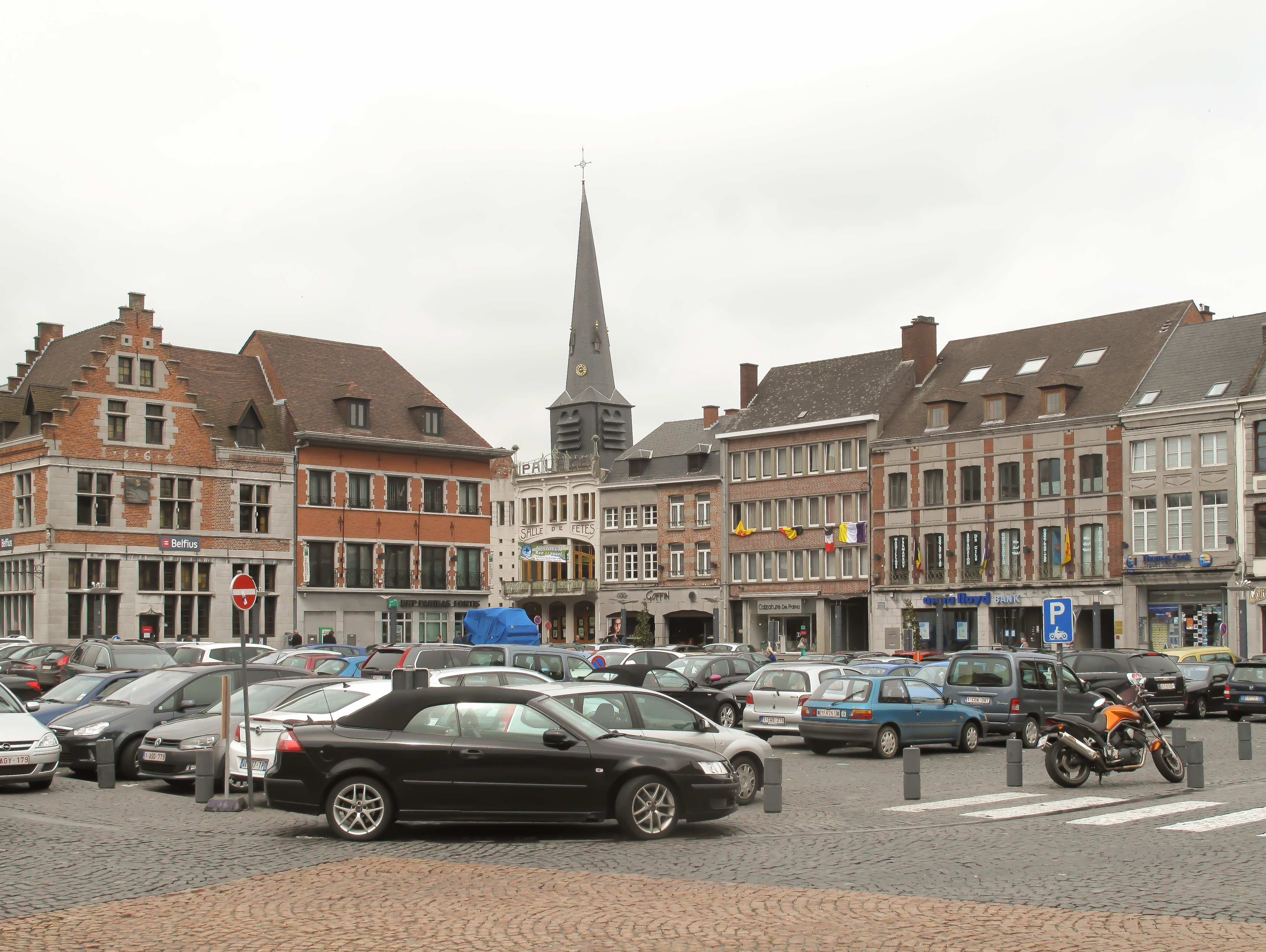
La Grand Place

## Geografie
Ath umfasst die Ortschaften Arbre, Ath, Bouvignies, Ghislenghien, Gibecq, Houtaing, Irchonwelz, Isières, Lanquesaint, Ligne, Maffle, Mainvault, Meslin-l’Evêque, Moulbaix, Ormeignies, Ostiches, Rebaix, Villers-Notre-Dame und Villers-Saint-Amand.

## Geschichte

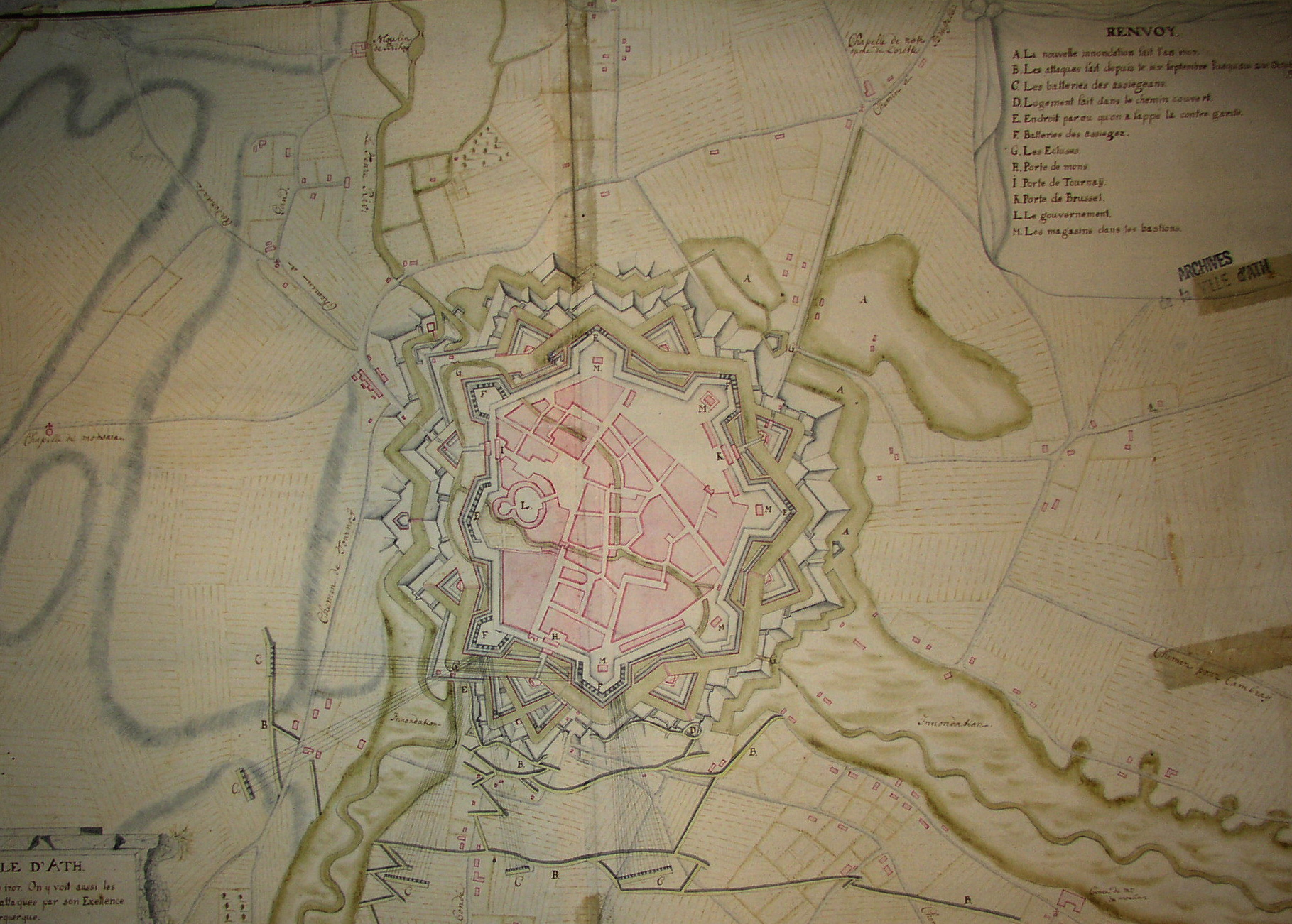
Befestigung im Jahr 1707

Die Stadt geht auf eine Befestigungsanlage zurück, die nach 1160 von Graf Balduin IV von Flandern und Hennegau errichtet wurde. Das heutige Wahrzeichen der Stadt, ein gewaltiger Turm (Tour de Borbant), wurde 1168 errichtet. In den folgenden Jahrhunderten war Ath eines der Zentren der hennegauischen Textilindustrie.
Seit 1522 gehörte den Ath zu den Spanischen Niederlanden. Nachdem französische Truppen die Stadt 1667 im Devolutionskrieg erobert hatten, wurde sie von Vauban bis 1674 zu einer der gewaltigsten Festungen der Zeit ausgebaut. Aufgrund des Friedens von Nimwegen zogen die französischen Besatzer wieder ab. In der Endphase des Pfälzischen Erbfolgekriegs eroberten französische Truppen im Mai 1697 noch einmal die Stadt und Festung Ath, mussten sie jedoch aufgrund des im selben Jahr geschlossenen Friedens von Rijswijk wieder räumen. Im Oktober 1745 im Österreichischen Erbfolgekrieg wurde die Festung von den Franzosen erobert. Nach dem Krieg wurde die Festung geschleift.
Am 30. Juli 2004 ereignete sich im Gewerbegebiet des Ortsteils Ghislenghien ein Industrieunfall. Bei der Explosion einer leckgeschlagenen Erdgaspipeline starben 24 Menschen, darunter fünf Feuerwehrmänner und ein Polizist.

## Galerie

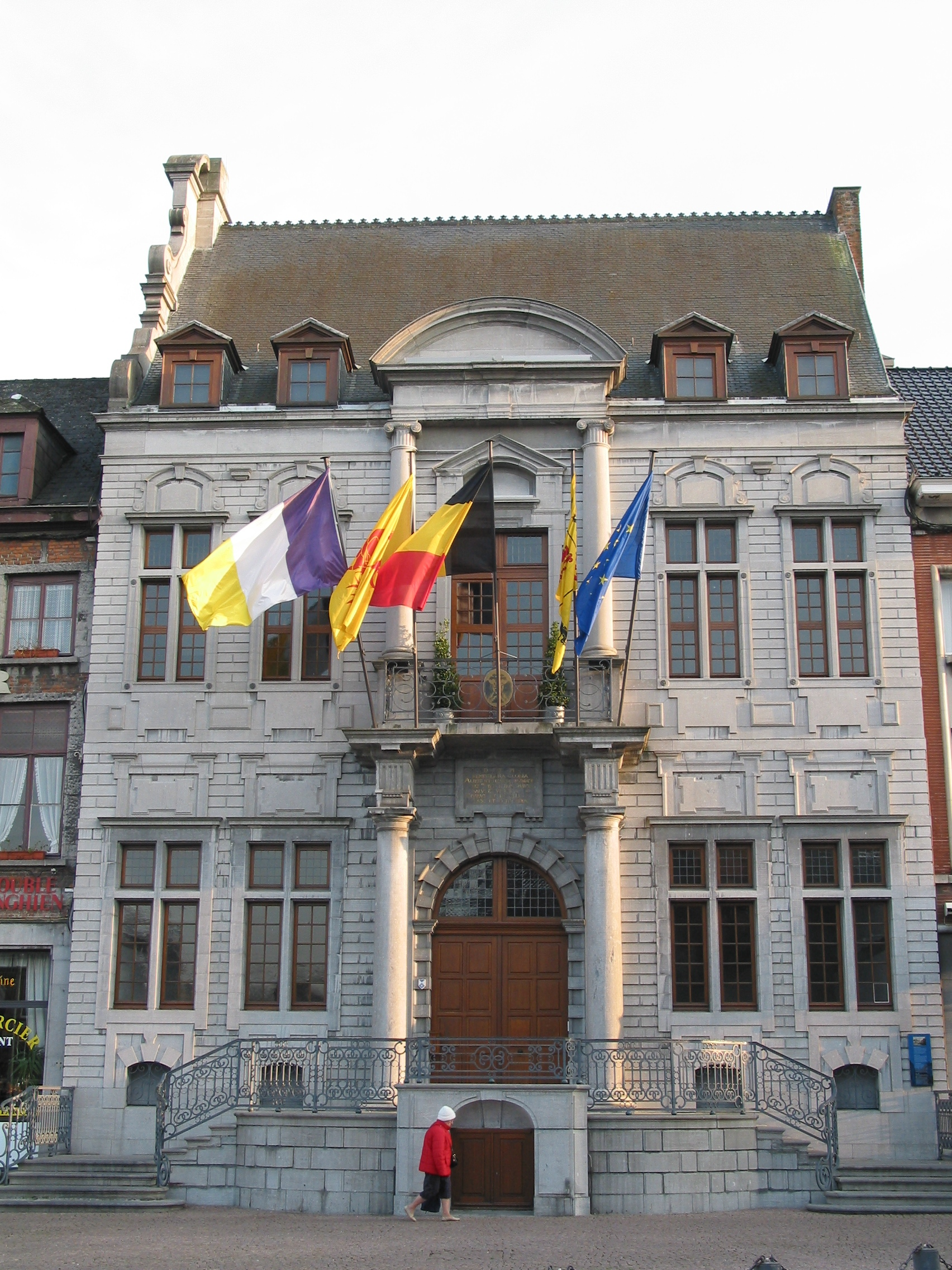
Rathausvon Ath
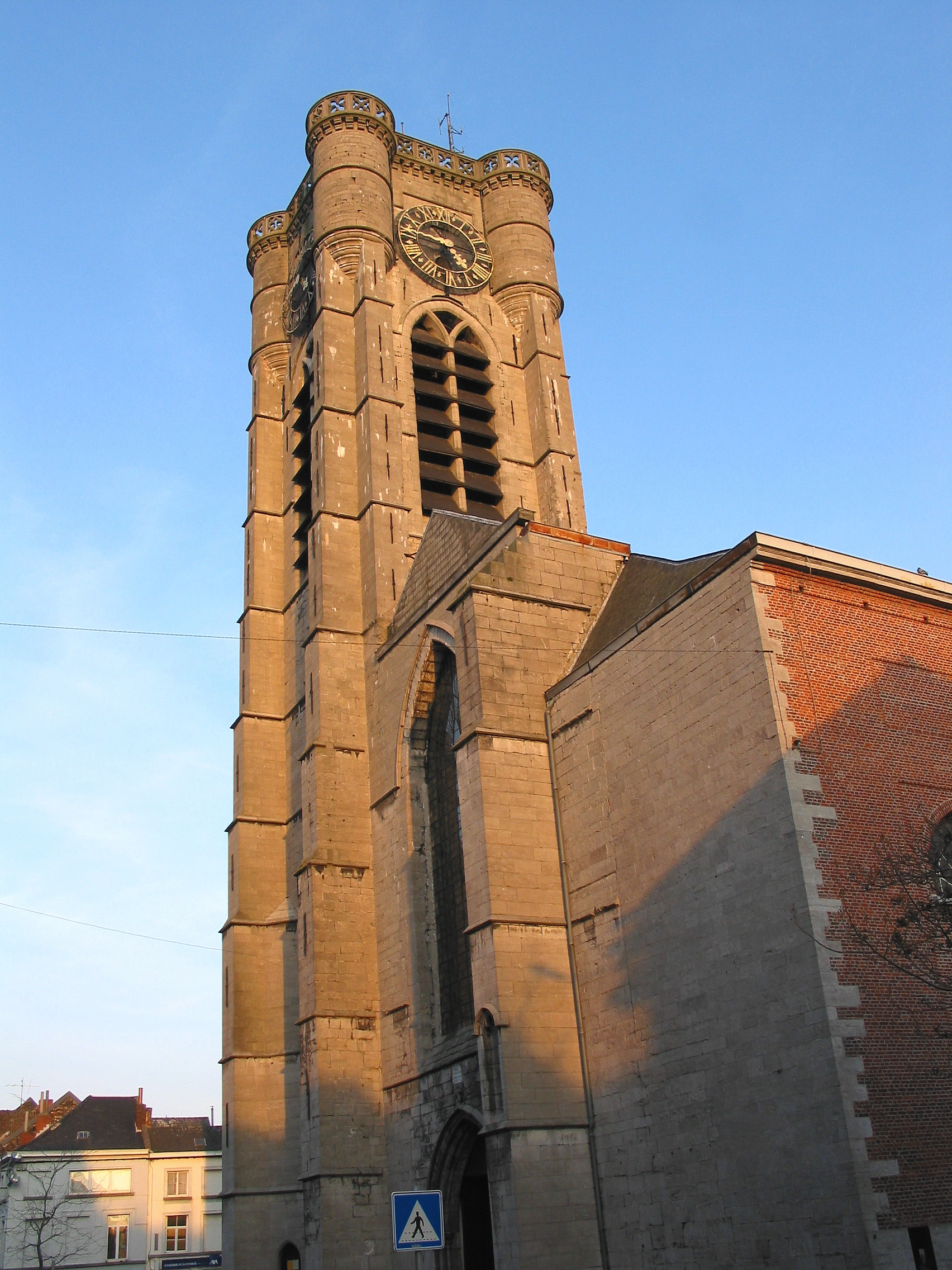
Kirche Saint-Julien
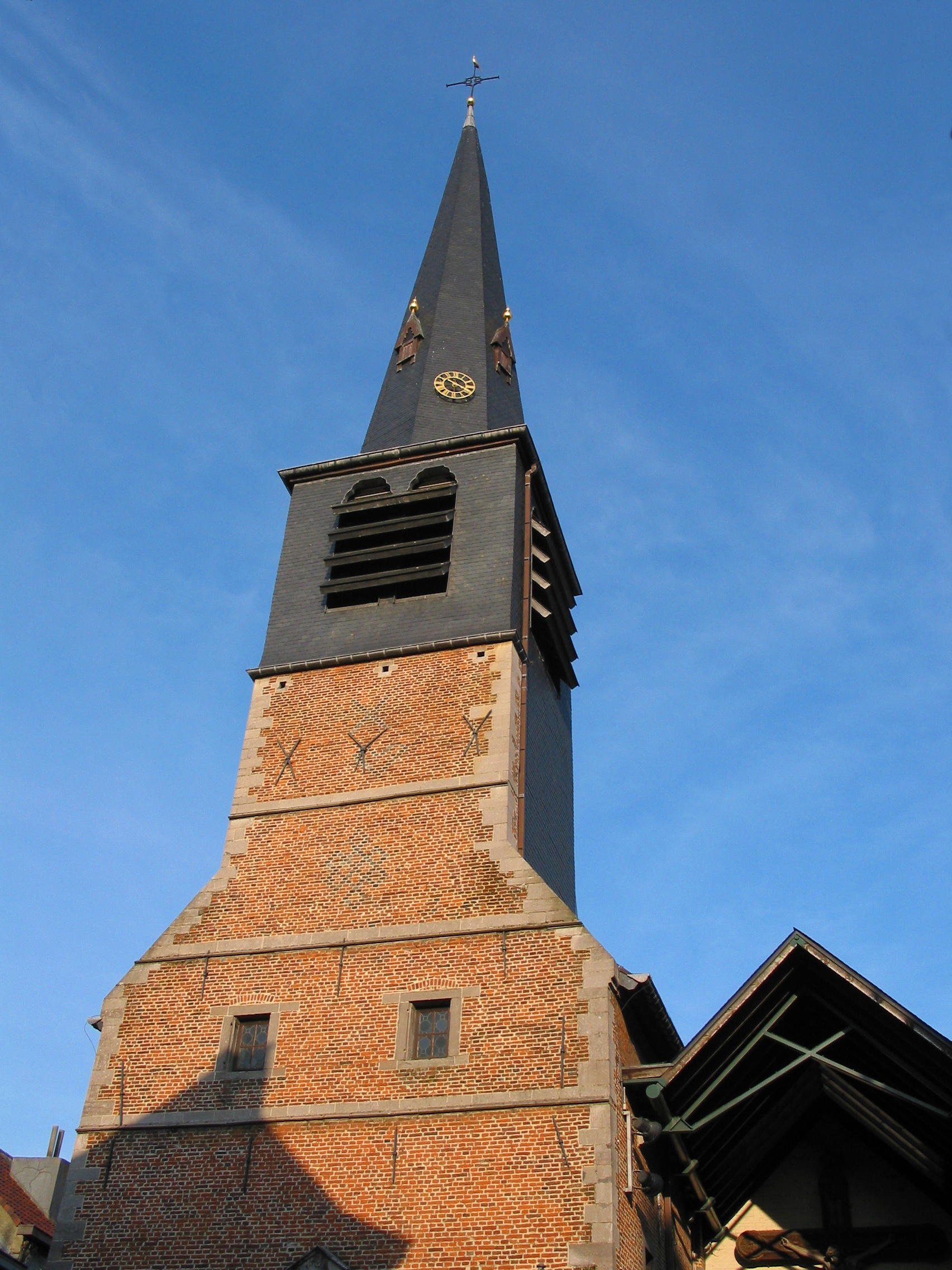
Kirche Saint-Martin
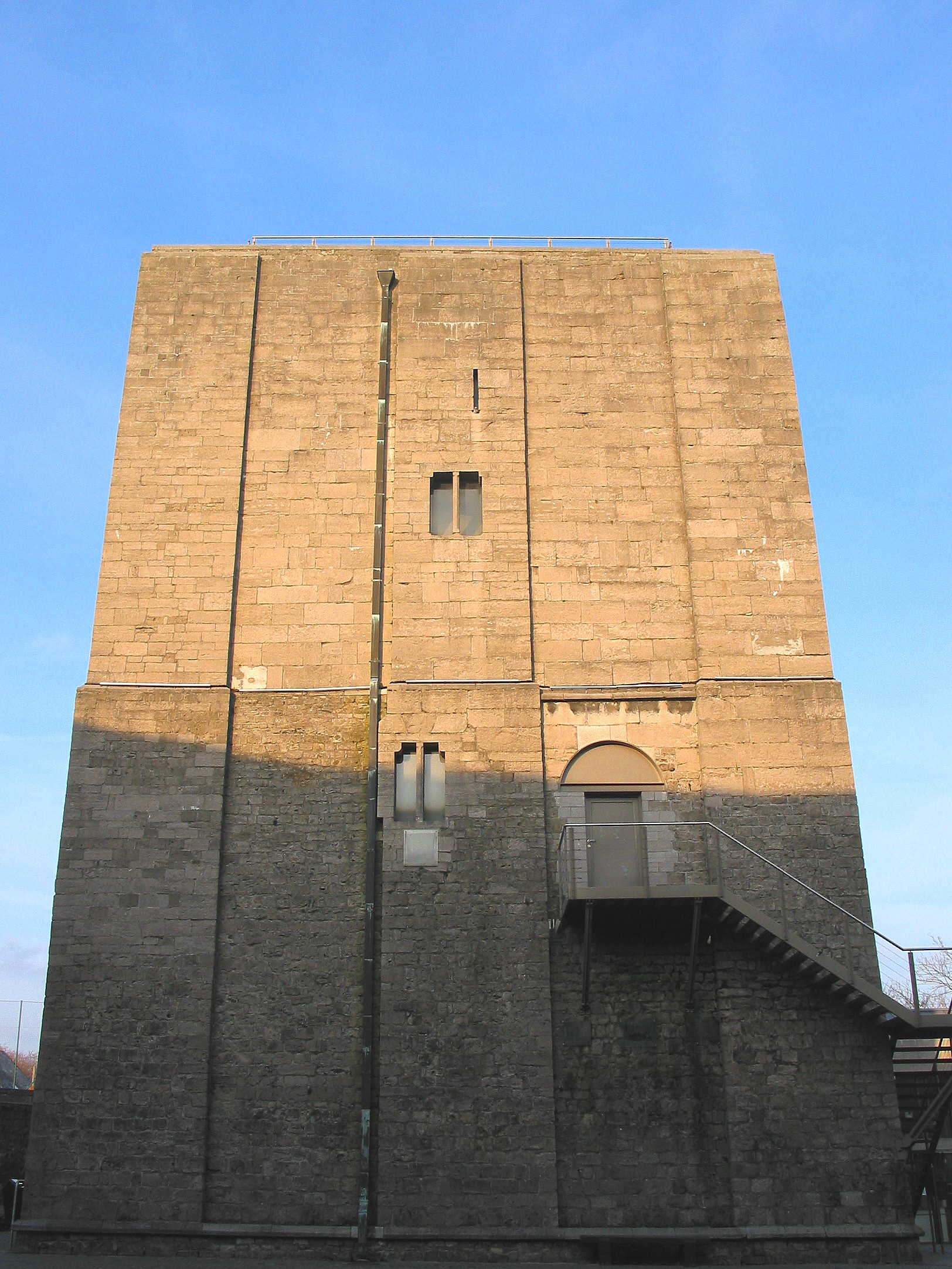
Tour de Burbant

## Regelmäßige Veranstaltungen
Das Festival Ducasse d’Ath findet jedes Jahr am vierten Wochende im August statt.  Ath ist bekannt als die „Stadt der Riesen“. Beim Ducasse-Festival werden große Figuren, die David und Goliath repräsentieren sollen, durch die Straßen der Stadt gezogen. Goliaths Hochzeit und der berühmte Kampf mit David werden dabei ebenfalls nachgestellt.
→ siehe auch Samsonfiguren in Ath

## Söhne und Töchter der Stadt (Auswahl)
- Pierre Goudelin (1550–1619), Rechtsgelehrter und juristischer Schriftsteller
- Charles Pontus (1829–1907), königlich-belgischer Generalleutnant
- Ernest François Cambier (1844–1909), Afrikareisender und Erbauer der ersten Eisenbahn des Kongo